# Fagopyrum callianthum
Fagopyrum callianthum är en slideväxtart som beskrevs av Ohnishi. Fagopyrum callianthum ingår i släktet boveten, och familjen slideväxter. Inga underarter finns listade i Catalogue of Life.